# Itame plumbeolata
Itame plumbeolata är en fjärilsart som beskrevs av Amary 1840. Itame plumbeolata ingår i släktet Itame och familjen mätare. Inga underarter finns listade i Catalogue of Life.